# Bois Laiterie
Bois Laiterie est un hameau et lieu-dit du village de Rivière en Belgique. Éperon boisé dominant de plus de 100 mètres le village de Rivière, dans une boucle de la Meuse namuroise, le hameau fait administrativement partie, avec Rivière, de la commune de Profondeville, en province de Namur (Région wallonne de Belgique). 

## Particularités

### Point de vue des sept Meuses
Ce site, sis au sud du hameau et à 250 mètres d’altitude (la Meuse se trouvant 150 mètres plus bas), offre une vue spectaculaire du fleuve en sept boucles différentes, de Profondeville à Yvoir. Le site est également utilisé par la RTBF pour la couverture hertzienne de la région namuroise.

### Abri sous roche

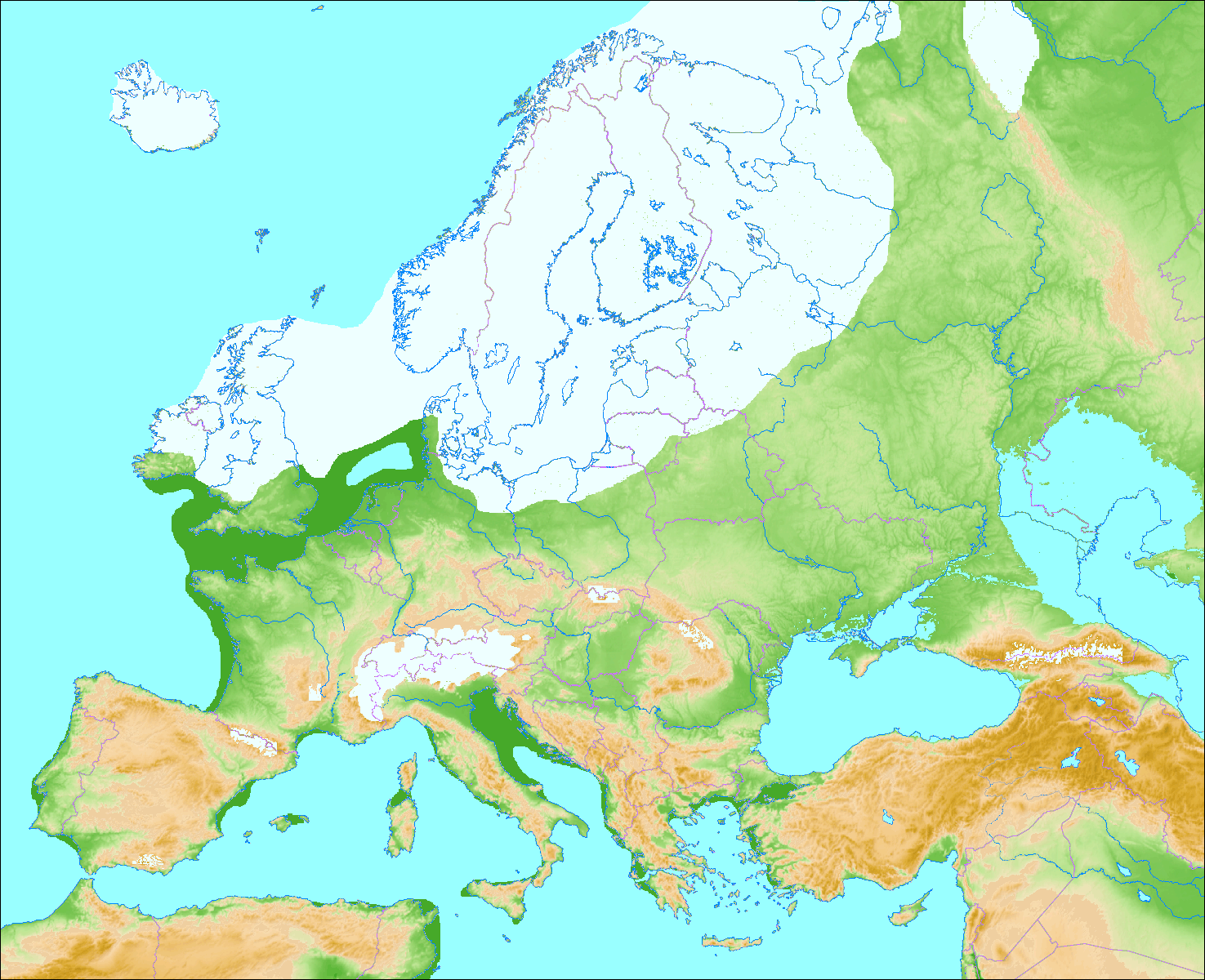
L'Europe au dernier maximum glaciaire, il y a environ 20000 ans. La Belgique n'est pas recouverte de glace en permanence, mais de Toundra enneigée une bonne partie de l'année. La vallée de la Meuse est un peu mieux lotie, protégée par ses versants. Au fil du réchauffement - qui durera près de 10.000 ans - l'homme recolonisera progressivement le nord du pays puis le Doggerland, l'actuelle mer du Nord dont les eaux se sont retirées. En effet, l'imposante calotte glaciaire a fait baisser le niveau des océans de plus de 100m

Un petit réseau karstique affleurant au travers d'un éperon rocheux calcaire fut occupé par des chasseurs-cueilleurs magdaléniens (période qui marque la fin de la dernière période glaciaire, vers 12.500 ans avant notre ère, et le retour de l'homme dans la région). Situé au nord du hameau, surplombant le Burnot (un ruisseau se jetant dans la Meuse à Burnot-Rivière), il fut découvert en 1990 et est apparenté à un groupe de sites similaires émaillant les rives de la Haute Meuse et de la Lesse. Le site fut fouillé en 1994.  D'un accès difficile, il n'est pas signalisé, bien que situé dans une forêt publique. Ceci permet accessoirement d'éviter une destruction accélérée des vestiges.